# Saint-Gervasy
Saint-Gervasy – miejscowość i gmina we Francji, w regionie Oksytania, w departamencie Gard.
Według danych na rok 1990 gminę zamieszkiwały 1242 osoby, a gęstość zaludnienia wynosiła 179 osób/km² (wśród 1545 gmin Langwedocji-Roussillon Saint-Gervasy plasuje się na 292. miejscu pod względem liczby ludności, natomiast pod względem powierzchni na miejscu 903.).